# پوجیو آمبریچیو
پوجیو آمبریچیو (به ایتالیایی: Poggio Umbricchio) یک منطقهٔ مسکونی در ایتالیا است که در کرونیالتو واقع شده‌است. پوجیو آمبریچیو ۷۱۶ متر بالاتر از سطح دریا واقع شده‌است.